# Congrégation des religieuses de Notre-Dame de la Compassion
Ne doit pas être confondu avec Sœurs de Notre-Dame de la Compassion de Marseille.
| - Maurice Garrigou - Jeanne-Marie Desclaux |

La Congrégation des religieuses de Notre-Dame de la Compassion est une congrégation catholique féminine fondée le 2 novembre 1817 à Toulouse par le vénérable Maurice Garrigou, assisté de la Mère Jeanne-Marie Desclaux. La mission de l'institut est basée sur l’éducation chrétienne des filles et le soin des pauvres. 

## Histoire

### Fondation
Le Père Chièse présente la Mère Jeanne-Marie Desclaux au chanoine Maurice Garrigou. Au long de cet entretien, les deux religieux se mettent d'accord pour « réaliser ce que Dieu voudra ». Le père Garrigou propose à Jeanne-Marie la direction de l’Institut qu’il veut fonder. La religieuse accepte sa proposition et ouvre aussitôt, avec ses sœurs, un pensionnat pour l’enseignement des jeunes filles ainsi qu'un ouvroir pour de jeunes ouvrières pauvres. Le 2 novembre 1817, la Congrégation des religieuses de Notre-Dame de la Compassion est officiellement créée.

### Mission
Dédiée à l'Ecce Homo et à Notre-Dame des Douleurs, la congrégation a pour objectif d'enseigner l’amour de Dieu pour les petits, les faibles et les marginaux. Les sœurs compassionnistes vivent généralement leur mission en formant de petites communautés insérées dans des quartiers de banlieues ou au sein de petites villes. Invitées par le vénérable chanoine Maurice Garrigou à former « un seul cœur et une seule âme, à l’image de l’Église primitive », elles font de leurs communautés des lieux de compassion, dans la prière, la simplicité, l’ouverture, l’accueil et le service.
Elles collaborent également à des mouvements et associations caritatives (alphabétisation, handicapés, prisonniers, blessés) et interviennent auprès des institutions (enseignement, personnes âgées). De même qu'elles prennent régulièrement part aux mouvement pastoraux (catéchèse, animation liturgique...).
Cette mission est toujours d'actualité et la Congrégation ouvre officiellement le 1er novembre l'année du Bicentenaire de sa fondation. Cette année Jubilaire sera jalonnée de rencontres, cérémonies, conférences afin de faire mémoire de ces 200 ans d'histoire et s'ouvrir à l'avenir. un site web est créé à cette occasion : http://www.200compassion.fr

## Implantation
La communauté est implantée au sein de six pays : 6 communautés se situent en France, 15 en Espagne, 3 en Argentine, 4 au Pérou, 1 au Venezuela et 1 au Cameroun.
La Maison Mère est établie au 2 rue Antoine-Deville, à Toulouse.